# جاكوب بيرثيلسن
جاكوب بيرثيلسن (بالدنماركية: Jacob Berthelsen)‏ هو لاعب كرة قدم دنماركي، ولد في 4 يوليو 1986 في Jægerspris ‏ في الدنمارك. لعب مع نادي بروندبي ونادي هورسينس.

## وصلات خارجية
- جاكوب بيرثيلسن على موقع قاعدة بيانات كرة القدم.إي يو (الإنجليزية)
- جاكوب بيرثيلسن على موقع Soccerway.com (الإنجليزية)